# Karlshälls granitindustri
Karlshälls granitindustri AB är ett företag inom stenhuggeribranschen, grundat 1908.
Man har tillverkat gatsten, kantsten, byggnadssten och råblock vid ett flertal stenhuggerier i Blekinge och Hallands län. 1930 hade man omkring 1 200 anställda.